# Ана Бландіана
Ана Бландіана (рум. Ana Blandiana, власне Otilia Valeria Coman, 25 березня 1942 , Тімішоара ) — румунська поетеса, есеїстка.

## Життєпис
Батько — священик, який при комуністах багато років провів у в'язниці, мати — обліковець. Дебютувала в 1952 в Клужі. Псевдонімом взяла назву рідного села матері в Трансильванії, жудець Алба. Через долю батька постійно зазнавала труднощів з публікацією. У 1967 році оселилася в Бухаресті. У 1975—1977 працювала бібліотекарем в Інституті образотворчого мистецтва. З 1976 переклади її творів почали друкуватися за кордоном. З тих пір перебувала під наглядом секретних служб як дисидент.
Після революції 1989 року активно включилася в суспільне і політичне життя.

## Твори
- A treia taină (1969)
- Octombrie-noiembrie-decembrie (1972)
- Somnul din somn: poezii (1977)
- Ochiul de greier (1981)
- Proiecte de trecut: proză (1982)
- Ora de nisip: poeme (1983)
- Stea de pradă (1985)
- Autoportret cu palimpsest (1986)
- Orașe de silabe (1987)
- Arhitectura valurilor (1990)
- 100 de poeme (1991)
- Sertarul cu aplauze (1992)
- Imitație de coșmar (1995)
- Cele patru anotimpuri (2000)
- Ghicitul în mulţimi (2000)
- Cine sunt eu?: un sfert de secol de întrebǎri (2001)
- Orașul topit: și alte provestiri fantastice (2004)
- Spaima de literatură (2004)
- Refluxul sensurilor: poeme noi (2004)
- O silabisire a lumi (2006)
- Patria mea (2010)

## Визнання
Вірші і проза Ани Бландіани перекладено багатьма мовами світу, зокрема китайською. Вона — почесний президент румунського ПЕН-клубу, президент правозахисного фонду Громадянська академія, директор-засновник Меморіалу жертв комунізму. Член поетичної академії Стефана Малларме, Європейської академії поезії, Світової академії поезії. Їй присуджено премію Гердера (1982, 1988), премію Вілениці (2002), Орден Почесного Легіону (2009), інші національні та міжнародні премії. У 2016 році обрана членом-кореспондентом Румунської академії.